# Slepa pega pristranskosti
Slepa pega pristranskosti (ang. bias blind spot) je kognitivna pristranskost, ki se kaže v tem da ljudje veliko lažje opazijo obstoj in delovanje kognitivnih in motivacijskih pristranskosti pri drugih kot pa pri sebi.

## Vzroki
Slepa pega pristranskosti se pripisuje medsebojnemu delovanju dveh fenomenov: iluzija introspekcije in naivni realizem.
Ko ljudje ocenjujejo svojo lastno presojo in vedenje se zanašamo predvsem na introspekcijo. Introspekcja nam ne more razodeti kaj vse je prispevalo k nastanku naših misli in zato zakjučimo da smo nepristranski. 
Naivni realizem je prepričanje da naša percepcija reflektira resnično stanje sveta. Ne zavedamo se raznih pristranskosti ki jo soustvarjajo. Ko smo nato soočeni s pozicijami drugih ki se od naših razlikujejo tendiramo k temu da jih pripisujemo njihovi pristranskosti.